# Roeland Van Walleghem
Roeland Van Walleghem (Oostende, 8 oktober 1949) is een Belgisch voormalig  senator, Vlaams Parlementslid en Brussels Hoofdstedelijk Parlementslid.

## Levensloop
Roeland Van Walleghem werd beroepshalve zelfstandig zaakvoerder.
Op jonge leeftijd werd hij lid van de Volksunie. Van Walleghem werd van 1967 tot 1971 bestuurslid van de partijafdeling van Laken en was van 1971 tot 1976 VU-propagandaleider van het arrondissement Brussel. Als lid van de Vlaamse Militanten Orde nam hij in 1970 deel aan de aanval op een FDF-plakploeg waarbij FDF'er Jacques Georgin overleed aan een hartaanval na slagen en verwondingen door VMO-leden. Hiervoor werd Van Walleghem schuldig bevonden aan onvrijwillige doodslag en veroordeeld tot vier maanden voorwaardelijke celstraf.
Van Walleghem verruilde eind jaren 1970 de Volksunie voor het Vlaams Blok. Tot in 1991 was hij voorzitter van de Vlaams Blok-afdeling van het arrondissement Brussel. Van 1991 tot 1995 zetelde hij als rechtstreeks verkozen senator voor het arrondissement Brussel in de Senaat. In de periode januari 1992-mei 1995 had hij als gevolg van het toen bestaande dubbelmandaat ook zitting in de Vlaamse Raad. De Vlaamse Raad was vanaf 21 oktober 1980 de opvolger van de Cultuurraad voor de Nederlandse Cultuurgemeenschap, die op 7 december 1971 werd geïnstalleerd, en was de voorloper van het huidige Vlaams Parlement.
Van 1994 tot 1995 was hij tevens lid van de Brusselse Hoofdstedelijke Raad ter opvolging van Joris Van Hauthem, een mandaat dat hij ook na de verkiezingen van 21 mei 1995 bekleedde van 1995 tot 1999. Op 13 juni 1995 legde hij als een van de zes eerst verkozenen van de Nederlandse taalgroep van de Brusselse Hoofdstedelijke Raad de eed af in het Vlaams Parlement. Hij bleef Vlaams volksvertegenwoordiger tot juni 1999.
Op latere leeftijd werd Roeland Van Walleghem actief in de Vlaams-Brabantse afdeling van het Seniorenforum van Vlaams Belang, waarvan hij tevens nationaal secretaris werd.